# سیارک ۵۰۳۴
سیارک ۵۰۳۴ (به انگلیسی: 5034 Joeharrington، نامگذاری:1991PW10) پنج هزار و سی و چهارمین سیارک کشف شده‌است که در ۷ اوت ۱۹۹۱ کشف شد.
قدر مطلق سیارک برابر ۱۲٫۹۰ است.